# Magelhaendwerguil
De Magelhaendwerguil (Glaucidium nana) is een vogel uit de familie van de uilen.

## Verspreiding en leefgebied
Deze soort komt voor in de Andes van zuidelijk Chili en zuidelijk Argentinië en overwintert in noordelijk Argentinië.

## Status
De grootte van de populatie is niet gekwantificeerd maar naar verluidt is dit de meest voorkomende uil in Chili. Op de Rode lijst van de IUCN heeft deze soort de status niet bedreigd.